# 石丸梧平
石丸 梧平（いしまる ごへい、1886年4月5日 - 1969年4月8日）は、日本の宗教家、小説家。
大阪府生まれ。号を梅外。茨木中学校（現茨木高等学校）卒。早稲田大学高等師範部歴史地理科卒業後、教員となる。その後小説など執筆活動を始め、青年に対する教育的・啓蒙的なものを多く書いた。雑誌『人生創造』を刊行し、花園大学客員教授などを務めた。川端康成は若いころ梧平の影響下にあった。妻の石丸喜世子も評論家として活動した。

## 著書
- 淡潮 石丸梅外(五平) 緑水社 1907.8
- 故郷 石丸梅外 積文社 1909.7
- 船場のぼんち 悩ましき青春 四方堂書店 1919 (石丸梧平創作集 第1巻)
- 女教師 四方堂書店 1919 (石丸梧平創作集 第2巻)
- 夫婦のなか 四方堂 1919 (石丸梧平創作集 第3巻)
- 彼女の年令 四方堂書店 1919 (石丸梧平作品集 第4巻)
- 初恋 内外出版 1920
- 船場のぼんち 第2部 付:大阪及び大阪人論 滝本出版部 1921
- 結婚生活へ 内外出版 1921
- 愛の悩み 内外出版 1921
- お霜の若い頃 日本図書出版 1921
- 人間親鸞 蔵経書院 1922
- 受難の親鸞 小西書店 1922.6
- 禁慾 越山堂 1923
- 道徳と芸術 文芸哲学講座 第2輯 小西書店 1923
- 小説家志願 大阪屋号書店 1924
- 最期の東京 越山堂假事務所 1924.1
- 恋愛と人生 人生創造社 1925 (人生創造思想体系)
- 梧平戯曲集 人生創造社 1925 (人生創造思想体系)
- 梧平創作集 人生創造社 1925 (人生創造思想体系)
- 梧平人生観 人生創造社 1926 (人生創造思想体系)
- 芸術と人生 人生創造社 1926 (人生創造思想体系)
- 宗教と人生 人生創造社 1926 (人生創造思想体系)
- 梧平修身読本 人生創造社 1926 (人生創造思想体系)
- 創造原理論集 人生創造思想体系 第8巻 人生創造社 1928
- 恋愛・結婚・夫婦生活 人生創造社 1928
- 理想国への出発 人生創造社 1929
- 生命を組立てる 人生創造社 1930
- 芸術と生活創造 人生創造社 1931
- 希望論・人生問答 創造生活パンフレツト 第1輯 人生創造社 1931
- 人生の意義 人生問題叢書 第1巻 人生創造社 1931
- 享楽の倫理 人生問題叢書 第2巻 人生創造社 1931
- 結婚前後 人生創造社 1932
- 子どもの創作と生活指導 石丸喜世子共著 厚生閣書店 1932
- 処世・創造の道 人生創造社 1933
- 創造哲学概論 人生創造社 1934
- 青春人生の哲学 人生創造社 1934
- 青春人生問答 人生創造社 1935
- 幸福の哲学 人生創造社 1935
- 喜び生きる人生 春陽堂書店 1936
- 禅のある人生 春陽堂 1937
- 創造人生観選集 第1-5巻 人生創造社 1937-1938
- 霊と肉・青春雑記 人生創造社 1939
- 人生如何に生くべきか 人生創造社 1939
- 結婚の智慧 人生創造社 1940 (創造人生観選集)
- 生死直面 大東出版社 1940
- 石丸梧平創作選集 第1-2巻 人生創造社 1940
- 青春の智慧 偕成社 1941
- 創造思想体系 原理雑記 人生創造社 1941
- 青年への手紙 偕成社 1941
- 日本的教養 偕成社 1941
- 幸福の意味 宮越太陽堂書房 1942
- 創造人生読本 駸々堂書店 1942
- 結婚と青年 潮文閣 1942 (青年文化全集)
- 創造日本学概論 天皇帰一の哲学 人生創造社 1943
- 結婚前後の諸問題 泉書房 1946 (人生創造叢書)
- 恋愛と結婚 泉書房 1946 (人生創造叢書)
- 結婚難問題 泉書房 1946 (人生創造叢書)
- 生活と享楽 泉書房 1946 (人生創造叢書)
- 異性と結婚 泉書房 1946 (人生創造叢書)
- 道徳とは何ぞや 泉書房 1946 (人生創造叢書)
- 或女性への言葉 泉書房 1946 (人生創造叢書)
- 宗教とは何ぞや 泉書房 1946 (人生創造叢書)
- 自由よ何処にゐるか 第1部 人生創造社 1949
- 釈迦 仏教の始祖　ポプラ社 1953 (偉人伝文庫)
- 哲学のある人生 池田書店 1954
- 人生観・救済観 池田書店 1954 (現代宗教思想全集 ; 第2巻)
- 石丸梧平選集 全5巻 人生創造社 1958
- 如何に生くべきか人生講座 第1-4巻 人生創造社 1960
- 青春 人生創造社 1961
- 病をなおす哲学 電子は神なり 人生創造社 1963
- 人生観宗教観 人生創造社 1964
- 人生問答・長生無病 人生創造社 1965
- 京の夢・初恋 エロス・プラトニック 人生創造社 1967